# Nul ne s'évade
Nul ne s'évade est un roman de Jean Bassan publié en 1957 aux éditions Plon et ayant reçu le prix des Libraires l'année suivante.

## Éditions
- Nul ne s'évade, éditions Plon, 1957.